# Pictionary
Pictionary est un jeu de société sorti pour la première fois en 1985 et dont le but est de faire deviner un mot, une expression ou une idée à son partenaire dans un temps limité, à l'aide d'un croquis.

## Histoire

### Début
En 1981, Rob Angel est diplômé de l'université Western Washington. Il emménage avec des amis dans sa ville natale avec des amis du lycée à Spokane et devient serveur.
Un soir, un des colocataires de Rob Angel suggère de jouer à un jeu décrit comme des « charades sur papier ». Un joueur choisi un mot dans le dictionnaire, et le donne à mimer à un autre qui doit le faire deviner aux autres. Rob Angel et ses amis jouent très régulièrement au jeu, « presque tous les soirs ». Il se dit que cela ferait un bon jeu à développer et notes des idées dans un carnet.
En 1984, Rob Angel vit à Seattle. En  retombant sur ses notes, Rob Angel se dit que cela ferait un bon jeu si le joueur devait dessiner le mot plutôt que de le mimer et décide de le nommer Pictionary; un mélange des mots anglais picture (dessin) et dictionary (dictionnaire),.
En voyant le jeu Trivial Pursuit, il comprend qu'un jeu sous forme de questions et de pièces mobiles est possible à faire en jeu de société. Il recrute son collègue Gary Everson pour se charger de l'identité visuelle du jeu et l’ami d’un ami, Terry Langston qui se charge de la partie des affaires. Ensemble, ils créent la société Angel Games, Inc.
Le jeu sort le 1er juin 1985.

### Rachat
En 1994, dans le cadre d'un accord pour acquérir Western Publishing, la société Hasbro achète les droits nord-américains de Pictionary.
En 2000, Mattel rachète Pictionary pour 29 millions de dollars.

### En France
En France, le jeu sort sur le marché en 1987.

## Fonctionnement
Les joueurs sont divisés en équipes. Chaque membre de l'équipe est à son tour un dessinateur.
Le meneur de jeu tire une carte et annonce à tous les joueurs s'il s'agit d'un nom, verbe, adjectif, adverbe, ou expression, et les points qu'ils peuvent gagner.
À un signal, le joueur dessine le mot concerné, et son équipe a une minute pour le deviner. S'ils le devinent, cette équipe gagne les points et la même équipe continue. Sinon, l'autre groupe a le droit de deviner le mot. Si l'autre groupe devine le mot, ce groupe reçoit un bonus de 50 points.
Les deux équipes peuvent également être isolées avec leur dessinateur et la plus rapide gagne.
Seul le dessin est autorisé. Les chiffres, les lettres, les paroles et les gestes sont interdits ; les rébus sont autorisés.

## Réception
En 2013, le jeu compte 30 millions de fans. Il est vendu dans 42 langues et sous différents formats comme le Pictionnary Junior ou le Pictionary Défi.
Le jeu s'est vendu à plus de 38 millions d’exemplaires dans 60 pays (chiffres de 2020).

## Variantes
En plus du format Pictionnary Junior, Pictionary Défi et Pictionary Famille, il existe des versions du Pictionnary en partenariat avec les franchise des Simpsons et d'Austin Powers,.